# Layer Cake
Layer Cake (alternative Schreibweise L4YER CAKƐ) ist ein britischer Gangster-Thriller aus dem Jahr 2004. Er basiert auf dem gleichnamigen Roman von J. J. Connolly. In Layer Cake spielt Daniel Craig zum ersten Mal in einer Hauptrolle.
Der Titel (auf Deutsch: Schichttorte) steht sinnbildlich für die hierarchische Gliederung der Gesellschaft im Allgemeinen und der kriminellen britischen Unterwelt im Besonderen sowie für die komplex geschichtete Filmhandlung.

## Handlung
Der Protagonist ist ein namentlich nicht näher genannter Drogenhändler, spezialisiert auf den Handel mit Kokain. Der Abspann listet ihn lediglich als „XXXX“. Dieser sieht sich jedoch nicht als Gangster, sondern als Geschäftsmann, der als Teilhaber einer florierenden Immobilienagentur eine seriöse Existenz vorzuweisen hat. Als Zwischenhändler verkauft er Kokain in Mengen ab einem Kilo an einen Kundenstamm aus Drogenhändlern auf der nächstniedrigeren Stufe der Vertriebskette. Er konsumiert selbst keine Drogen und vermeidet unnötigen Kontakt mit Drogenkonsumenten und Kriminellen. Ihm zur Hand geht der Diplomchemiker Clarkie, der für die Qualitätskontrolle und das Strecken der Ware zuständig ist. Morty und Terry hingegen sind die erfahrenen Verbindungsmänner zur Unterwelt. Der Boss all dieser Männer ist Jimmy Price, der seine Geschäfte durch Gene abwickeln lässt, dem er blind vertraut. Nach einem erfolgreichen Geschäftsabschluss bestellt Jimmy seinen Drogenhändler XXXX für den nächsten Mittag zu einem Gespräch ein.
XXXX fährt mit seiner rechten Hand Morty zu dem noblen Country Club, wo Jimmy ihn mit zwei Aufträgen betraut, von denen der erste recht ungewöhnlich ist. Charlotte, die drogenabhängige Tochter von Jimmys altem Freund Eddie Temple, ist verschwunden. Eddie ist in Sorge um sie und hat Jimmy deshalb um Hilfe gebeten. XXXX soll sie nun wiederfinden. Zum anderen bietet der gleichermaßen cholerische wie chaotische Schmalspurgangster „Duke“ gerade eine Million Ecstasy-Pillen zum Verkauf an, und XXXX soll den Ankauf der Drogen einfädeln.
Zwar wundern sich die Männer, warum Jimmy mit einem solchen Aufschneider wie dem Duke Geschäfte machen will, können seinen Auftrag aber nicht ablehnen. Da der Duke beim Treffen mit XXXX auf einer unrealistischen Preisvorstellung beharrt, nimmt XXXX erst einmal nur eine Produktprobe zur Qualitätsprüfung mit. Die Suche nach Charlotte überträgt er den kriminellen Gastronomen Cody und Tiptoes. In deren Club trifft er auch Sidney, den Neffen des Dukes, und dessen Freundin Tammy, die XXXX ihre Handynummer zusteckt.
XXXX trifft sich mit Trevor und Shanks, zwei „Händlern“ aus Nordengland. Von ihnen erfährt er, dass die Duke-Truppe die Pillen einer serbischen Gang in Amsterdam geraubt und dabei aus Ungeschicklichkeit einen Serben erschossen hat. Der Chef der Serben hat daraufhin Dragan, ihren besten Killer, mit der Wiederbeschaffung und Rache betraut. Dieser ist nun auch hinter XXXX her, weil der Duke in Amsterdam herumerzählt hat, an wen er die Pillen verkaufen wird.
Wütend fährt XXXX mit seinen Leuten zurück zur Werft, wo er den Duke kürzlich aufgesucht hatte. Dieser ist allerdings mit seiner Bande bereits verschwunden. Sie finden lediglich den Besitzer der Werft vor, der von Dragan mit einem glühenden Bügeleisen zu Tode gefoltert wurde. Jimmy interessiert die ganze Sache jedoch wenig und er drängt XXXX, endlich seinen „verdammten Job zu machen“.
Cody und Tiptoes haben inzwischen Kinky, den Freund von Charlotte, tot in einer Junkie-WG gefunden. Charlotte hingegen ist verschwunden. Die Mitbewohner glauben, dass Kinky ermordet wurde und sich die Überdosis Drogen nicht selbst verabreicht hat. XXXX ordnet an, die Suche auszuweiten, um Charlotte zu finden.
Morty und XXXX besprechen die Situation in einem Café, als Freddy, ein alter Bekannter von Morty, auftaucht und ihn dreist belästigt. Weil Morty durch dessen Dummheit für zehn Jahre ins Gefängnis gehen musste, schlägt er ihn halbtot. Daraufhin taucht Morty erst einmal unter.
XXXX fragt Gene um Rat. Einerseits wegen Dragan, andererseits wegen Morty, da XXXX eventuell wegen Beihilfe verurteilt werden könnte. Gene rät ihm zu einer Waffe und gibt ihm eine aus seiner Sammlung. Am nächsten Morgen meldet sich Dragan zum ersten Mal bei XXXX am Telefon. Dragan verlangt die Herausgabe der seinem Chef gestohlenen Ware sowie die Auslieferung des Duke. XXXX nutzt die Gelegenheit, um herauszufinden, was Dragan bereits über ihn weiß. Er beendet das Gespräch, als er feststellt, dass Dragan seinen Wohnort nicht kennt.
Gazza, Dukes Partner, meldet sich bei Gene. Er will das Geschäft innerhalb von 48 Stunden abwickeln, sonst wird er die heiße Ware verschwinden lassen.
XXXX trifft sich mit Tammy in einem Nobelhotel. Einerseits zu einem Schäferstündchen, aber auch um von ihr Sidneys und Gazzas Aufenthaltsort in Erfahrung zu bringen. Bevor es aber zu körperlicher Nähe kommen kann, wird XXXX von Eddie Temples Männern gefangen genommen und zu ihm gebracht. Eddie war früher ein Gangster auf Jimmys Niveau, hat aber inzwischen als Immobilien- und Bauunternehmer die gesellschaftliche Leiter erklommen. Er hat in die englische Oberklasse eingeheiratet und pflegt einen betont konservativen Lebensstil. Für seine nebenher laufenden dunklen Geschäfte unterhält er eine effiziente Truppe von skrupellosen Ex-Berufssoldaten.
XXXX erfährt von Eddie, dass er Jimmy gar nicht um Hilfe gebeten hat, sondern Jimmy Charlotte als Geisel haben wollte. Denn Jimmy hat bei einer Fehlinvestition in Afrika viel Geld verloren, und den afrikanischen Kontaktmann hatte er bei einem von Eddie ausgerichteten privaten Golfturnier kennengelernt. Eddie hatte sich ebenfalls an dem Projekt beteiligt, ahnte aber nicht, dass Jimmy statt der ursprünglich diskutierten 500.000 Pfund letztendlich 13 Millionen Pfund, einen Großteil seines Privatvermögens, in das Afrika-Geschäft investiert hatte. Ferner will Jimmy auch XXXX in mehrfacher Weise zum Sündenbock abstempeln und sich dessen Vermögen aneignen, da XXXX aus dem Drogengeschäft aussteigen will, wodurch ihm nicht nur einer seiner besten Drogenhändler, sondern auch ein beachtlicher Anteil seiner Einnahmen wegfallen würde.
Eddie hat einen Gesprächsmitschnitt, in dem zu hören ist, dass Jimmy plant, XXXX an die Polizei zu übergeben und ihm die Drogengeschäfte anzuhängen. Eddie will XXXX nicht ausschalten, sondern gegen Jimmy einsetzen. XXXX erschießt darauf in der Nacht Jimmy in dessen Garten.
Dragan lässt nicht locker und will sich mit XXXX treffen. Dieser engagiert Mr. Lucky, Trevors Scharfschützen, um Dragan am nächsten Tag an einem öffentlichen Treffpunkt zu erschießen. Trevor ist nun doch an den Pillen interessiert, ebenso wie Eddie. XXXX willigt ein, an Eddie für einen Preis von drei Millionen Pfund zu verkaufen.
Als XXXX sich mit Gene treffen will, schlägt dieser ihn für den Mord an Jimmy zusammen. Er kann Morty und Gene aber durch die Tonaufnahme von Jimmys Verrat überzeugen. Nun wird ihnen auch klar, dass Jimmy mit dem Duke Geschäfte machen wollte, weil er durch die Fehlinvestition in Afrika pleite ist.
In Begleitung von XXXX versteckt sich der Scharfschütze Mr. Lucky in einem Gebüsch, um Dragan bei Erscheinen am Treffpunkt auszuschalten. Dieser aber ist schneller, eliminiert mit einem Schuss Lucky und gewährt gleichzeitig XXXX am Telefon noch einen weiteren Tag – der sich wiederum fragt, wie es weitergehen soll, da der Duke immer noch verschwunden ist. Gene zeigt ihnen daraufhin seine Kühltruhe. Darin befindet sich der tote Duke. Genes Bodyguard hatte ihn und seine Freundin erschossen, weil Letztere damit drohte, ihre Geschäftspartner an die Polizei zu verraten, wenn der Deal nicht zeitnah abgeschlossen würde.
XXXX trifft sich mit Gazza, um das Geschäft abzuwickeln. Als die Polizei auftaucht, flüchtet die Gruppe und ein Einsatzkommando der Polizei beschlagnahmt die Drogen. XXXX kann Dragan nun nur noch den Kopf des Duke bieten. Dragan hat das ganze Geschehen beobachtet und zieht mehr oder weniger zufrieden davon. Die Pillen wurden jedoch nicht von der Polizei beschlagnahmt, sondern vielmehr durch Cody und Tiptoes, die sich mit ihren Leuten als Polizeibeamte verkleidet hatten. Sie liefern nun die Pillen ab und werden von XXXX ausgezahlt. Die Pillen werden nun zu Eddie gebracht. Dieser denkt aber nicht daran zu zahlen, sondern will die Pillen als Entschädigung für den Versuch, seine Tochter zu entführen, behalten. Er gibt ihm stattdessen eine lebenslange Mitgliedschaft im noblen Country Club. Eddie erläutert XXXX, dass dieser großes Potential habe und er irgendwann an seiner Stelle sitzen werde. Scheinbar verbittert zieht XXXX mit seinen Leuten unversehrt ab. Weil er jedoch den Zug vorhergesehen hat, hatte er die Pillen bereits vorher an Trevor und Shanks verkauft, die daraufhin Eddies Männer überfallen und die Pillen an sich nehmen.
Schließlich sitzt XXXX mit der verbliebenen Gruppe im Country Club. Clarkie bringt einen Trinkspruch aus: „Der König ist tot, lang lebe der König.“ XXXX lehnt es jedoch ab, Jimmys Platz einzunehmen. Er verwirklicht nun seinen Plan, aus den Drogengeschäften endgültig auszusteigen. In Begleitung von Tammy verlässt er den Country Club, wird jedoch auf den Stufen von Tammys Ex-Freund Sidney in die Brust geschossen und bricht blutüberströmt auf der Treppe zusammen. Die Szene wird ausgeblendet und sein weiteres Schicksal ist am Ende des Films ungewiss.

## Hintergrund
- Der Film kam in Deutschland nie in die Kinos, sondern wurde sofort auf DVD veröffentlicht.
- Das Budget des Filmes betrug vier Millionen britische Pfund. Der gesamte Soundtrack wurde innerhalb von vier Tagen zusammengestellt.
- Matthew Vaughn gab bei diesem Film sein Regiedebüt. Er war davor bereits Produzent bei Guy Ritchies Filmen Bube, Dame, König, grAS und Snatch – Schweine und Diamanten.[2]

## Soundtrack
Der Soundtrack des Films umfasst fünfzehn Titel.
1. Hayling – FC Kahuna
2. Opening – Ilan Eshkeri & Steve McLaughlin
3. She Sells Sanctuary – The Cult
4. Can’t Get Blue Monday Out of My Head – Kylie Minogue (Original Radio Edit)
5. You Got The Love – The Source Feat. Candi Staton (Original bootleg radio mix)
6. Drive to the Boatyard – Ilan Eshkeri
7. Junky Fight – Lisa Gerrard
8. Making Plans for Nigel – XTC
9. Ordinary World – Duran Duran
10. Ruthless Gravity – Craig Armstrong
11. Four To The Floor – Starsailor (Soulsavers Mix)
12. Drive To The Warehouse – Ilan Eshkeri & Lisa Gerrard
13. Aria (Layer Cake Speech) – Lisa Gerrard & Michael Gambon
14. Don’t Let Me Be Misunderstood – Joe Cocker
15. Gimme Shelter – The Rolling Stones

## Kritiken
Das Lexikon des internationalen Films lobte den Film und schrieb, er sei ein „aktionsreicher, beinharter Thriller in bester britischer Tradition. Hervorragend gespielt, fotografiert und inszeniert, bis ins kleinste Detail präzise entwickelt.“
Layer Cake ist kino.de zufolge „ein höchst stylischer und gewitzter Unterweltthriller, der in seinem Heimatland Kassenrekorde brach und nicht zuletzt mit seiner sensationellen Besetzung besticht.“

## Auszeichnungen
Matthew Vaughn gewann einen Empire Award als Bester Regisseur. Insgesamt erhielt der Film acht Nominierungen für verschiedene Preise.